# Magie Faure-Vidot
Magie Faure-Vidot (o Maggie Vijay-Kumar) (1958) es una poeta en lengua francesa, de Seychelles que también ha publicado obras en inglés y en criollo seychelense.

## Biografía
Faure-Vidot nació en  Victoria. Es miembro del Institut Académique de Paris y de la Académie Internationale de Lutèce. Ha ganado numerosos premios a lo largo de su carrera, entre ellos el Coupe de la Ville de París, una Lyre de honor, y seis medallas de plata y numerosas medallas de bronce en varias competiciones literarias internacionales, Y ha representado su país de origen en muchos festivales de poesía internacional y otras iniciativas.
Su obra ha sido discutida en estudios críticos de la literatura seychellense. También ha alcanzado cierta fama como ejecutante oral.
Después de vivir algún tiempo en Estados Unidos, Líbano, Inglaterra, Italia y Francia, Faure-Vidot volvió a las Seychelles. Allí cofundó, y continúa codirigiendo, tanto la revisión literaria en línea Vents Alizés como con la online casa editora Edisyon Losean Endyen, de los cuales dirige junto con el poeta húngaro Károly Sándor Pallai.
Su obra regularmente se publica en Seychelles Nation y en The People, y es la editora de Sipay, la única revista de literatura de Seychelles. También está muy comprometida con la vida cultural de su país, incluyendo mostrar su trabajo en exposiciones de arte de mujeres locales.

## Obra

### Algunas publicaciones
- L'Oasis des mots, Victoria, Edisyon Losean Endyen, 2016.

- Rêves créoles, Victoria, Edisyon Losean Endyen, 2012.

- Flamme mystique, Victoria, Yaw Enterprises, 2011.

- L'âme errante, Victoria, Printec Press Holdings, 2003.

- Un grand cœur triste, Paris, La Pensée Universelle, 1983.

### Intervenciones
- Échanges sur les pratiques poétiques en Indianocéanie, Salazie, La Réunion, 22-23 de mayo de 2015, en ocasión del bicentenario del natalicio de Auguste Lacaussade.

- La pratique poétique de Magie Faure-Vidot Vijay-Kumar, départements scolaires (CD1, 4º Lycée Stella - Piton Saint-Leu & Collège Oasis - Le Port (La Réunion)[19]

#### Estudios críticos, ensayos
- Károly Sándor Pallai. 2017. Subjectivités seychelloises. Identité et insularité dans la poésie seychelloise contemporaine. Ed. Presses de l'Université de Pécs, colección Acta Romanica Quinqueecclesiensis. Pécs, 113 p. ISBN 978-963-429-114-5

- Károly Sándor Pallai. Genres et généricité dans la poésie seychelloise contemporaine. Mondes Francophones, 27 de abril de 2013. Ed. Université d'État de Louisiane ISSN 2325-1506

- Károly Sándor Pallai. Lapoezi kontanporen seselwa Lalang ek dimansyon pliriyel. Vents Alizés zéro, junio de 2012, p. 233-242}} (también en Potomitan)

- Károly Sándor Pallai. 2012. Capítulo Mondes multiples, chiralité: langues, langages et systémique dans la poésie seychelloise contemporaine. De la obra Tanulmányok : Irodalomtudományi Doktori Iskola (Asteriskos 1.) Vilmos Bárdosi (ed.) Ed. ELTE, Budapest, p. 253-266}} (también en Potomitan)

- Károly Sándor Pallai. 2012. Konzigenzon filozofik size poetik. Horizons herméneutiques et notes phénoménologiques sur la poésie seychelloise Archivado el 27 de febrero de 2021 en Wayback Machine.. Revue d’Études Françaises 17. Ed. ELTE Budapest ISSN 1416-6399 p. 121-136}} (también en Potomitan)